# Les Dames du Bois de Boulogne
Les Dames du Bois de Boulogne (en español: «Las damas del Bois de Boulogne») es una película francesa de 1945 dirigida por Robert Bresson.  Es una adaptación moderna de la historia de Madame de La Pommeraye de Jacques le fataliste (1796) de Denis Diderot que cuenta la historia de un hombre que es engañado para casarse con una prostituta.
Las damas fue el segundo largometraje de Bresson. También es su última película que cuenta con un reparto compuesto íntegramente por actores profesionales. 

## Trama
Hélène y Jean se han prometido su amor, pero no están comprometidos para casarse. Su relación amorosa les permite tener aventuras con otras personas, pero han prometido ponerse el uno al otro por encima de todo lo demás. Hélène ha sido advertida por un amigo de que el amor de Jean por ella se ha enfriado y ella teme que sea cierto. Ella lo engaña para que confiese, fingiendo que sus propios sentimientos hacia él se han enfriado hasta convertirse en una amistad. Ella oculta su sorpresa y consternación cuando él la acepta con entusiasmo como sólo una amiga en lugar de una amante. Después de que él sale de su apartamento, queda claro que ella está devastada. Pero en lugar de lamentar su amor, decide vengarse cruelmente de él.
La joven Agnès es bailarina de cabaret. Su ambición era convertirse en bailarina de la Ópera, pero los tiempos difíciles le han sobrevenido y para mantenerse a sí misma y a su madre, ha recurrido a bailar en clubes nocturnos y a ganar dinero como prostituta. Hélène, fingiendo compasión, ofrece pagar las deudas de la madre de Agnès y mudarlas a un departamento, lo que le permitirá a Agnès dejar la vida nocturna.
Hélène tiende una trampa para convencer a Jean de que se enamore de Agnès. Ella le asegura que Agnès y su madre son de origen "impecable". Él queda enamorado tan pronto como conoce a Agnès en el Bois de Boulogne, y no hace ningún intento por averiguar nada sobre ella, sino que confía en la información falsa de Hélène.
Agnès sospecha que están siendo manipulados por Hélène, pero se siente impotente para escapar de la trampa. Jean no ceja en sus avances y finalmente Agnès acepta casarse con él. Hélène le aconseja que no le diga ni una palabra a Jean sobre su pasado hasta después de casarse, e insiste en que le permita planificar una boda lujosa para ellos.
Inmediatamente después de la ceremonia, Hélène le insinúa a Jean que algo anda mal. Agnès había asumido que Hélène ya le había dicho la verdad a Jean, y al enterarse de que había sido engañada, cae desmayada. Jean se enfrenta a Hélène, quien ahora revela triunfantemente que ella lo manipuló para casarse y que todos los invitados saben la verdad. Jean, lleno de vergüenza, desconcierto y rabia, se marcha dejando a su nueva esposa todavía inconsciente.
Más tarde esa noche, Jean regresa. La madre de Agnès advierte que el corazón de la niña está débil y que podría morir. Jean entra en la habitación con cara de piedra. Agnès, apenas consciente, susurra que espera que la perdone, pero está claro que lo liberará entregando su vida. Agnès suspira y parece dejar de respirar. Jean está lleno de amor por ella y le ruega que sea fuerte y se aferre a la vida. Aunque débil, ella lo escucha y su leve sonrisa le asegura que vivirá.

## Elenco
- Maria Casarès como Hélène
- Élina Labourdette como Agnès
- Paul Bernard como Jean
- Lucienne Bogaert como Madame D.
- Jean Marchat como Jacques
- Yvette Etiévant como la doncella de Hélène

## Producción
Las condiciones de rodaje de la película no eran sencillas: Francia todavía estaba ocupada y los aliados bombardeaban regularmente París. Bresson y su equipo tuvieron que enfrentarse a numerosos cortes de electricidad, alertas de bombardeo y diversas restricciones impuestas por los alemanes o las circunstancias.  La liberación de París interrumpió el rodaje que había comenzado a finales de abril de 1944. Se reanudó unos meses más tarde con un equipo técnico parcialmente diferente. 
Durante una escena, se esperaba que María Casarès derramara algunas lágrimas. Ella empezó entrecerrando los ojos y haciendo muecas para lograr que se corrieran, pero Bresson no estaba satisfecha. Sugirió utilizar lágrimas de glicerina. La actriz se negó y persistió en batir las pestañas y arrugar la nariz para provocarse lágrimas. Esto no le convenía al director, que quería a toda costa un rostro inmóvil: "No muevas la nariz ni nada. Sólo con los ojos abiertos", decía. Lo consiguió, pero Bresson, que era un perfeccionista, exigió siete tomas de la imagen. Casarès consiguió entonces llorar siete veces seguidas manteniendo un rostro impasible. 
Casarès guardaba muy malos recuerdos del rodaje, como testificaría más tarde: «No acabaría nunca si tuviera que contar la historia de esta película, desde el principio del rodaje, cuando Lucienne Bogaert y yo bebíamos coñac tras coñac para responder a los deseos y las órdenes de Robert Bresson. Nos emborrachaba para vencer nuestros nervios, decía, y nuestra personalidad, creo. Hasta el final, cuando, desanimados, agotados, derrotados, casi todos los actores abandonaron, al llegar al estudio, todo lo que pudiera parecerse a una vida propia o a una voluntad personal para arrastrar ante nuestro gentil tirano lo que deseaba: un cuerpo, una voz que había elegido como se compra un objeto que adornará un rincón de una chimenea… bueno, se piensa… Nunca he odiado a nadie como odié a Robert Bresson en el plató». 
El papel de Jean iba a ser interpretado originalmente por Alain Cuny, quien fue reemplazado por Jean Marais y finalmente otorgado a Paul Bernard. 
Bresson dijo de su película: "Es una película muy mala. No quiero hablar de ella y lamento haber permitido que se proyectara en televisión". 

## Recepción
Les Dames du Bois de Boulogne, aunque no es una de las películas más conocidas de Bresson, recibe críticas positivas. Actualmente tiene un perfecto 100% en Rotten Tomatoes, con una calificación promedio de 8.3/10 basada en 15 críticos. 